# Лодомерія

Герб Лодомерії

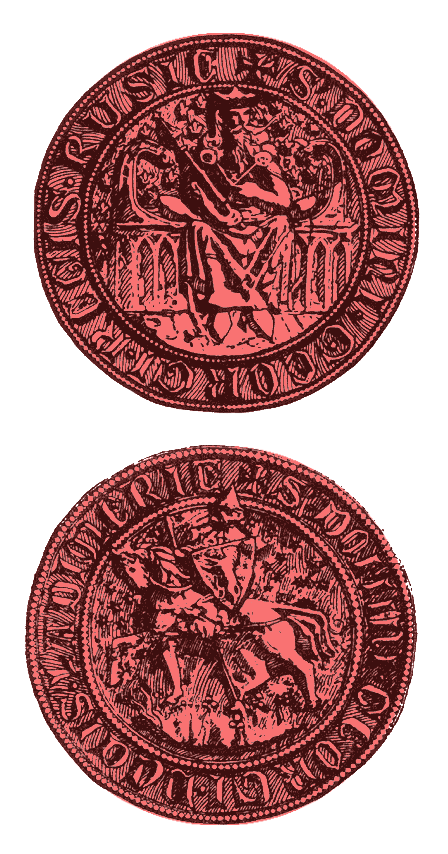
Печатка Юрія I Львовича. Напис: «S[igillum] Domini Georgi Regis Rusie» — Печатка пана Георгія-Юрія, короля Русі. На звороті: «S[igillum] Domini Georgi Ducis Ladimerie» — Печатка пана Георгія-Юрія, князя (Во)лодимирії.

Лодоме́рія, або Ладімі́рія, або Володимирія (лат. Lodomeria, Ladimerie) — історична латинська назва Волинського князівства зі столицею у місті Володимирі як складової частини Галицько-Волинського князівства.
Вперше «Лодомерія» згадується у титулах угорського короля Андрія ІІ , який прагнув захопити західноруські землі Галичини і Волині. Попри те, що угорці ніколи не володіли Волинським князівством, їх претензії на нього були закріплені у титулах усіх угорських монархів 13—18 століття у формі «король Галичини та Володимирії».
Назва «Лодомерія» вживалася у титулатурі королів Руського королівства Юрія І Львовича та Юрія ІІ Тройденовича.
Після успадкування Габсбургами угорської корони у 18 столітті, австрійські цісарі стали носіями титулу «королів Галичини та Володимирії». Завершивши розподіл Речі Посполитої, вони утворили на землях колишнього Королівства Русі і Кракова нову адміністративну одиницю — Королівство Галичини та Володимирії, яке проіснувало з 1772 по 1918 роки.

## Назва
Термін «Лодомерія» є латинізованим варіантом «Володимирії», від столиці Волинського князівства, міста Володимир.